# Франция на летних Олимпийских играх 1956
Франция на летних Олимпийских играх 1956 представлена Национальным олимпийским и спортивным комитетом Франции. В соревнованиях по 16 видам спорта приняли участие 137 спортсменов (119 мужчин и  18 женщин). Они завоевали 4 золотые, 4 серебряные и 6 бронзовые наград.

## Медалисты
| Медаль  | Спортсмен                                                                   | Вид спорта                  | Дисциплина                               |
| ------- | --------------------------------------------------------------------------- | --------------------------- | ---------------------------------------- |
| Золото  | Арно Жер Морис Мушеро Мишель Вермёлин Рене Абади                            | Велоспорт                   | Шоссе, командное первенство              |
| Золото  | Мишель Руссо                                                                | Велоспорт                   | Трек, спринт, 1000 метров                |
| Золото  | Ален Мимун                                                                  | Лёгкая атлетика             | Мужчины, марафон                         |
| Золото  | Кристиан д’Ориола                                                           | Фехтование                  | Мужчины (рапира, личное первенство)      |
| Серебро | Арно Жер                                                                    | Велоспорт                   | Шоссе, Личное первенство                 |
| Серебро | Мишель Вермёлин Жан-Клод Лекант Рене Бьянки Жан Грачик                      | Велоспорт                   | Командная гонка преследования, 4 км      |
| Серебро | Жорж Дрансар Марсель Рено                                                   | Гребля на байдарках и каноэ | Мужчины, 10000 м, каноэ-двойка           |
| Серебро | Клод Неттер Бернар Боду Жак Латаст Роже Клоссе Кристиан д’Ориола Рене Куако | Фехтование                  | Мужчины (рапира, командное первенство)   |
| Бронза  | Рене Либер                                                                  | Бокс                        | до 51 кг                                 |
| Бронза  | Жильбер Шапрон                                                              | Бокс                        | 71-75 кг                                 |
| Бронза  | Рене Гариль                                                                 | Фехтование                  | Женщины, рапира (личное первенство)      |
| Бронза  | Арман Муйяль Клод Нигон Даниэль Дагалье Ив Дрейфус Рене Керу                | Фехтование                  | Мужчины, шпага (командное первенство)    |
| Бронза  | Рене Гиссар Ив Делакур Гастон Мерсье Ги Гийябер                             | Академическая гребля        | Мужчины, четвёрка распашная без рулевого |
| Бронза  | Жан Дебюф                                                                   | Тяжёлая атлетика            | Мужчины, 82,5-90 кг                      |

## Результаты соревнований

### Баскетбол
Команда
| Спортсмен         | Возраст          | Рост   |
| ----------------- | ---------------- | ------ |
| Андре Шлюпп       | ? — 1930         | 188 см |
| Кристиан Бальтзер | 20 — 5 июл 1936  | 192 см |
| Жерар Стюрла      | ? — 1931         | 175 см |
| Анри Гранже       | 22 — 14 сен 1934 | 192 см |
| Анри Ре           | 24 — 27 июн 1932 | 190 см |
| Робер Монклар     | 26 — 13 авг 1930 | 196 см |
| Жан-Поль Бёньо    | 25 — 25 июн 1931 | 204 см |
| Морис Бюффьер     | 22 — 6 мар 1934  | 178 см |
| Роже Антуан       | 35 — 28 июн 1921 | 187 см |
| Роже Одеган       | 24 — 20 фев 1932 | 198 см |
| Роже Верон        | 23 — 15 июн 1933 | 193 см |
| Ив Гоминон        | 23 — 5 июл 1933  | 193 см |

Отборочный тур
| Франция | 81—54 | Сингапур |

| Франция | 76—67 | СССР |

| Франция | 79—62 | Канада |

| Команда  | И | В | П | МЗ  | МП  | МР   | О |
| -------- | - | - | - | --- | --- | ---- | - |
| Франция  | 3 | 3 | 0 | 236 | 183 | +53  | 6 |
| СССР     | 3 | 2 | 1 | 255 | 177 | +78  | 5 |
| Канада   | 3 | 1 | 2 | 206 | 234 | -28  | 4 |
| Сингапур | 3 | 0 | 3 | 154 | 257 | -103 | 3 |

1/4 финала
| Франция | 71—60 | Чили |

| Франция | 65—58 | Филиппины |

| Франция | 66—62 | Уругвай |

| Команда   | И | В | П | МЗ  | МП  | МР  | О |
| --------- | - | - | - | --- | --- | --- | - |
| Франция   | 3 | 3 | 0 | 202 | 180 | +22 | 6 |
| Уругвай   | 3 | 2 | 1 | 221 | 209 | +12 | 5 |
| Чили      | 3 | 1 | 2 | 221 | 220 | +1  | 4 |
| Филиппины | 3 | 0 | 3 | 197 | 232 | -35 | 3 |

1/2 финала
| 30 ноября | \| СССР \| 56—49 \| Франция \| | Рефери: Д. Томас (Австралия) |
| СССР      | 56—49                          | Франция                      |

Матч за 3-е место
| 1 декабря | \| Уругвай \| 71—62 \| Франция \| | Рефери: |
| Уругвай   | 71—62                             | Франция |

### Бокс
Спортсменов — 6
| Спортсмен       | Категория  | 1/32               | 1/16                           | Четвертьфиналы                | Полуфиналы               | Финал                | Место |
| Спортсмен       | Категория  | Соперник Результат | Соперник Результат             | Соперник Результат            | Соперник Результат       | Соперник Результат   | Место |
| --------------- | ---------- | ------------------ | ------------------------------ | ----------------------------- | ------------------------ | -------------------- | ----- |
| Рене Либер      | До 51 кг   |                    | Пхё Хёнги (KOR) Поб.           | Кэндзи Ёнэкура (JPN) Поб.     | Теренс Спинкс (GBR) Пор. | Завершил выступление |       |
| Андре де Соуза  | До 57 кг   |                    | Нонтаслип Тайянсилп (THA) Поб. | Владимир Сафронов (URS) Пор.  | Завершил выступление     | Завершил выступление | 5     |
| Андре Веролатто | До 60 кг   |                    | Пэк Дусён (KOR) Поб.           | Ричард Мактаггарт (GBR) Пор.  | Завершил выступление     | Завершил выступление | 5     |
| Клод Салюдан    | До 63,5 кг |                    | Генри Перри (IRL) Поб.         | Владимир Енгибарян (URS) Пор. | Завершил выступление     | Завершил выступление | 5     |
| Эжен Легран     | До 71 кг   |                    | Франко Шишани (ITA) Пор.       | Завершил выступление          | Завершил выступление     | Завершил выступление | 9     |
| Жильбер Шапрон  | До 75 кг   |                    |                                | Роджер Роуз (USA) Поб.        | Отказ                    | Отказ                |       |

### Борьба
Спортсменов — 2

#### Борьба вольная
| Спортсмен | Категория | Первый раунд              | Второй раунд          | Третий раунд            | Четвертый раунд      | Пятый раунд          | Шестой раунд         | Место |
| Спортсмен | Категория | Соперник Результат        | Соперник Результат    | Соперник Результат      | Соперник Результат   | Соперник Результат   | Соперник Результат   | Место |
| --------- | --------- | ------------------------- | --------------------- | ----------------------- | -------------------- | -------------------- | -------------------- | ----- |
| Андре Зёт | До 52 кг  | Ф. Фланнери (AUT) Поб.    | Х. Акбаш (TUR) Пор.   | Т. Асаи (JPN) Пор.      | Завершил выступление | Завершил выступление | Завершил выступление | 5     |
| Роже Бьей | До 67 кг  | В. Хаккарайнен (FIN) Поб. | Г. Ниццола (ITA) Пор. | И. А. Хабиби (IRI) Пор. | Завершил выступление | Завершил выступление | Завершил выступление |       |

#### Борьба греко-римская
| Спортсмен | Категория | Первый раунд            | Второй раунд           | Третий раунд         | Четвертый раунд      | Пятый раунд          | Шестой раунд         | Место |
| Спортсмен | Категория | Соперник Результат      | Соперник Результат     | Соперник Результат   | Соперник Результат   | Соперник Результат   | Соперник Результат   | Место |
| --------- | --------- | ----------------------- | ---------------------- | -------------------- | -------------------- | -------------------- | -------------------- | ----- |
| Андре Зёт | До 52 кг  | Д. Уилсон (USA) Пор.    | Н. Соловьёв (URS) Пор. | Завершил выступление | Завершил выступление | Завершил выступление | Завершил выступление |       |
| Роже Бьей | До 62 кг  | Г. Хоканссон (SWE) Пор. | Р. Мякинен (FIN) Пор.  | Завершил выступление | Завершил выступление | Завершил выступление | Завершил выступление |       |

### Велоспорт
Спортсменов — 11
Шоссе, личное первенство
| Спортсмен            | Результат | Место |
| -------------------- | --------- | ----- |
| Арно Жер             | 5:23.16   |       |
| Морис Мушеро         | 5:23.40   | 8     |
| Мишель Вермёлен      | 5:23.40   | 12    |
| Рене Абади           | 5:27.28   | 27    |
|                      |           |       |
| Командное первенство | 22 очка   |       |

Трек
| Спортсмен    | Дисциплина             | Отборочный тур | Отборочный тур | 1/16 финала | 1/8 финала | Четвертьфинал          | Полуфинал              | Финал                 | Место |
| Спортсмен    | Дисциплина             | Время          | Место          | 1/16 финала | 1/8 финала | Четвертьфинал          | Полуфинал              | Финал                 | Место |
| ------------ | ---------------------- | -------------- | -------------- | ----------- | ---------- | ---------------------- | ---------------------- | --------------------- | ----- |
| Мишель Руссо | Спринт, 1000 м         | 11,6           | Q              |             |            | Т. Шарделоу (RSA) Поб. | У. Джонстон (NZL) Поб. | Г. Пезенти (ITA) Поб. |       |
| Рензо Кользи | Гонка на время, 1000 м | N/A            | N/A            | N/A         | N/A        | N/A                    | N/A                    | 1.15,1                | 16    |

Тандем, 2 км
| Спортсмены               | Предварительный заезд              | Утешительный заезд | Четвертьфинал                           | Полуфинал             | Финал                 | Место |
| ------------------------ | ---------------------------------- | ------------------ | --------------------------------------- | --------------------- | --------------------- | ----- |
| Робер Видаль Андре Грюше | Л. Фоучек и В. Махек (TCH) 1 место |                    | П. Бротертон и Э. Томпсон (GBR) 2 место | Завершили выступление | Завершили выступление | 5     |

Командная гонка преследования, 4 км
| Спортсмен                                              | 1/8 финала     | Четвертьфинал       | Полуфинал | Финал       | Место |
| ------------------------------------------------------ | -------------- | ------------------- | --------- | ----------- | ----- |
| Мишель Вермёлен Жан-Клод Лекант Рене Бьянки Жан Грачик | Австралия Поб. | Новая Зеландия Поб. | ЮАС Поб.  | Италия Пор. |       |

### Гимнастика
Спортсменов — 5 (3 мужчины, 2 женщины)

#### Мужчины
| Спортсмен    | Вольные упражнения | Вольные упражнения | Кольца | Кольца | Конь  | Конь  | Прыжки | Прыжки | Брусья | Брусья | Перекладина | Перекладина | Многоборье | Многоборье |
| Спортсмен    | Баллы              | Место              | Баллы  | Место  | Баллы | Место | Баллы  | Место  | Баллы  | Место  | Баллы       | Место       | Баллы      | Место      |
| ------------ | ------------------ | ------------------ | ------ | ------ | ----- | ----- | ------ | ------ | ------ | ------ | ----------- | ----------- | ---------- | ---------- |
| Раймон До    | 17,70              | 47                 | 17,45  | 36     | 17,80 | 43    | 18,25  | 36     | 18,40  | 28     | 18,80       | 10          | 108,40     | 32         |
| Мишель Матьо | 18,15              | 33                 | 17,00  | 41     | 18,20 | 28    | 17,90  | 50     | 18,40  | 28     | 17,90       | 44          | 107,55     | 40         |
| Жан Гийю     | 17,85              | 44                 | 16,60  | 46     | 17,85 | 38    | 17,90  | 50     | 17,95  | 41     | 18,50       | 28          | 106,65     | 46         |

#### Женщины
| Спортсмен          | Вольные упражнения | Вольные упражнения | Бревно | Бревно | Брусья | Брусья | Прыжки | Прыжки | Многоборье | Многоборье |
| Спортсмен          | Баллы              | Место              | Баллы  | Место  | Баллы  | Место  | Баллы  | Место  | Баллы      | Место      |
| ------------------ | ------------------ | ------------------ | ------ | ------ | ------ | ------ | ------ | ------ | ---------- | ---------- |
| Даниэль Сико-Кулон | 17,733             | 47                 | 17,900 | 25     | 17,766 | 35     | 17,400 | 55     | 70,800     | 41         |
| Жаклин Дьёдонне    | —                  | —                  | —      | —      | 8,266  | 65     | —      | —      | 8,266      | 65         |

### Академическая гребля
Спортсменов — 13
| Спортсмен(ы) | Категория             | Предварительный этап | Предварительный этап | Утешительный этап | Утешительный этап | Полуфинал             | Полуфинал             | Финалы                | Финалы                |
| Спортсмен(ы) | Категория             | Время                | Место                | Время             | Место             | Время                 | Место                 | Время                 | Место                 |
| --- | --------------------- | -------------------- | -------------------- | ----------------- | ----------------- | --------------------- | --------------------- | --------------------- | --------------------- |
| Рене Гиссар Ив Делакур Гастон Мерсье Ги Гийябер                                                                          | Четвёрка без рулевого | 7.11,8               | 2                    | 7.44,0            | 1 Q               | 8.08,4                | 2 Q                   | 7.20,9                |                       |
| Санте Маркюззи Эмиль Клерк Ришар Дюк Морис Ба Эдуард Легери Жан-Жак Виньон Морис Худеэр Рене Массьясс Жак Вилькок (рул.) | Восьмёрка             | 6.13,0               | 3 Q                  | ?                 | 4                 | Завершили выступление | Завершили выступление | Завершили выступление | Завершили выступление |

### Гребля на байдарках и каноэ
Спортсменов — 6 (5 мужчин, 1 женщина)

#### Мужчины
| Спортсмен(ы)               | Категория                 | Предварительный этап | Предварительный этап | Финал   | Финал |
| Спортсмен(ы)               | Категория                 | Время                | Место                | Время   | Место |
| -------------------------- | ------------------------- | -------------------- | -------------------- | ------- | ----- |
| Луи Гантуа                 | Байдарки-одиночки, 1000 м | 4.39,9               | 3 Q                  | 4.22,1  | 5     |
| Морис Граффан Мишель Мейер | Байдарки-двойки, 1000 м   | 4.09,7               | 3 Q                  | 3.58,3  | 5     |
| Морис Граффан Мишель Мейер | Байдарки-двойки, 10 000 м | N/A                  | N/A                  | 47.12,8 | 9     |
| Жорж Дрансар Марсель Рено  | Каноэ-двойки, 1000 м      | 5.07,2               | 3 Q                  | 4.57,7  | 4     |
| Жорж Дрансар Марсель Рено  | Каноэ-двойки, 10 000 м    | N/A                  | N/A                  | 54.48,3 |       |

#### Женщины
| Спортсмен  | Категория                | Предварительный этап | Предварительный этап | Финал  | Финал |
| Спортсмен  | Категория                | Время                | Место                | Время  | Место |
| ---------- | ------------------------ | -------------------- | -------------------- | ------ | ----- |
| Эва Марион | Байдарки-одиночки, 500 м | 2.29,4               | 4 Q                  | 2.27,9 | 8     |

### Конный спорт
Спортсменов — 8
Троеборье
| Соревнование      | Спортсмен         | Выездка | Выездка | Кросс-кантри | Кросс-кантри | Конкур      | Конкур      | Итог    | Итог  |
| Соревнование      | Спортсмен         | Очки    | Место   | Очки         | Место        | Очки        | Место       | Очки    | Место |
| ----------------- | ----------------- | ------- | ------- | ------------ | ------------ | ----------- | ----------- | ------- | ----- |
| Личное первенство | Жан Сен-Фор Пайяр | -125,60 | 19      | -159,30      | 28           | -10,00      | 2=          | -294,90 | 25    |
| Личное первенство | Ален Буше         | -112,40 | 11      | -357,85      | 37           | не выступал | не выступал | сошёл   | сошёл |

Выездка
| Соревнование         | Спортсмен                                 |
| Личное первенство    | Андре Жуссом Жан-Альбер Бразу Жан Кальмон |
| Командное первенство | Андре Жуссом Жан-Альбер Бразу Жан Кальмон |

Конкур
| Соревнование         | Спортсмен                                             | Первый раунд | Первый раунд | Второй раунд | Второй раунд | Итог   | Итог  |
| Соревнование         | Спортсмен                                             | Штраф        | Место        | Штраф        | Место        | Штраф  | Место |
| -------------------- | ----------------------------------------------------- | ------------ | ------------ | ------------ | ------------ | ------ | ----- |
| Личное первенство    | Пьер Жонкьер Д’Ориола                                 | 7,00         | 2            | 8,00         | 10=          | 15,00  | 6     |
| Личное первенство    | Бернар де Фомбелль                                    | 12,00        | 8=           | 40,75        | 42           | 52,75  | 29    |
| Личное первенство    | Жорж Кальмон                                          | 54,75        | 46           | 32,00        | 33=          | 86,75  | 44    |
| Командное первенство | Пьер Жонкьер Д’Ориола Бернар де Фомбелль Жорж Кальмон | 73,75        | 7            | 80,75        | 8            | 154,50 | 8     |

### Лёгкая атлетика
Спортсменов — 29 (24 мужчины, 5 женщин)

#### Мужчины
Бег и ходьба
| 100 м             | Рене Бонино                                                | 10,8 | 2 Q | 10,8                 | 5                    | Завершил выступление | Завершил выступление | Завершил выступление  | Завершил выступление  |                      |                      |
| 100 м             | Ален Давид                                                 | 11,1 | 4   | Завершил выступление | Завершил выступление | Завершил выступление | Завершил выступление | Завершил выступление  | Завершил выступление  |                      |                      |
| 100 м             |                                                            |      |     |                      |                      |                      |                      |                       |                       |                      |                      |
| 200 м             | Константин Лиссенко                                        | 21,8 | 1 Q | Сошёл с дистанции    | Сошёл с дистанции    | Завершил выступление | Завершил выступление | Завершил выступление  | Завершил выступление  |                      |                      |
| 200 м             | Ив Камю                                                    | 22,2 | 3   | Завершил выступление | Завершил выступление | Завершил выступление | Завершил выступление | Завершил выступление  | Завершил выступление  |                      |                      |
| 200 м             | Жан-Пьер Гудо                                              | 22,0 | 5   | Завершил выступление | Завершил выступление | Завершил выступление | Завершил выступление | Завершил выступление  | Завершил выступление  |                      |                      |
|                   |                                                            |      |     |                      |                      |                      |                      |                       |                       |                      |                      |
| 400 м             | Пьер Аарофф                                                | 49,8 | 3 Q | 47,6                 | 4                    | Завершил выступление | Завершил выступление | Завершил выступление  | Завершил выступление  |                      |                      |
| 400 м             | Жак Дегат                                                  | 48,3 | 1 Q | 48,7                 | 5                    | Завершил выступление | Завершил выступление | Завершил выступление  | Завершил выступление  |                      |                      |
| 400 м             | Жан-Поль Мартин-дю-Гар                                     | 48,3 | 3 Q | 48,2                 | 6                    | Завершил выступление | Завершил выступление | Завершил выступление  | Завершил выступление  |                      |                      |
|                   |                                                            |      |     |                      |                      |                      |                      |                       |                       |                      |                      |
| 800 м             | Рене Джьян                                                 | N/A  | N/A | 1:51,1               | 2 Q                  | 1:50,7               | 6                    | Завершил выступление  | Завершил выступление  |                      |                      |
|                   |                                                            |      |     |                      |                      |                      |                      |                       |                       |                      |                      |
| 1500 м            | Мишель Жази                                                | N/A  | N/A | N/A                  | N/A                  | 3:50,0               | 7                    | Завершил выступление  | Завершил выступление  |                      |                      |
|                   |                                                            |      |     |                      |                      |                      |                      |                       |                       |                      |                      |
| 10 000 м          | Ален Мимун                                                 | N/A  | N/A | N/A                  | N/A                  | N/A                  | N/A                  | 30:18,0               | 12                    |                      |                      |
|                   |                                                            |      |     |                      |                      |                      |                      |                       |                       |                      |                      |
| Марафон           | Ален Мимун                                                 | N/A  | N/A | N/A                  | N/A                  | N/A                  | N/A                  | 2:25,00               |                       |                      |                      |
|                   |                                                            |      |     |                      |                      |                      |                      |                       |                       |                      |                      |
| 110 м с барьерами | Эдмон Руднитска                                            | N/A  | N/A | 14,3                 | 2 Q                  | 14,9                 | 5                    | Завершил выступление  | Завершил выступление  |                      |                      |
| 110 м с барьерами | Жан-Клод Бернар                                            | N/A  | N/A | 14,7                 | 3 Q                  | 14,6                 | 6                    | Завершил выступление  | Завершил выступление  |                      |                      |
|                   |                                                            |      |     |                      |                      |                      |                      |                       |                       |                      |                      |
| 400 м с барьерами | Ги Кюри                                                    | N/A  | N/A | 51,6                 | 2 Q                  | 51,5                 | 4                    | Завершил выступление  | Завершил выступление  | Завершил выступление | Завершил выступление |
| 400 м с барьерами | Александр Янкофф                                           | N/A  | N/A | 53,1                 | 4                    | Завершил выступление | Завершил выступление | Завершил выступление  | Завершил выступление  |                      |                      |
|                   |                                                            |      |     |                      |                      |                      |                      |                       |                       |                      |                      |
| Эстафета 4×100 м  | Рене Бонино Константин Лиссенко Жослин Делькур Пьер Аарофф | N/A  | N/A | 40,8                 | 2 Q                  | 41,3                 | 4                    | Завершили выступление | Завершили выступление |                      |                      |
|                   |                                                            |      |     |                      |                      |                      |                      |                       |                       |                      |                      |
| Эстафета 4×400 м  | Жак Дегат Жан-Поль Мартин-дю-Гар Жан-Пьер Гудо Пьер Аарофф | N/A  | N/A | N/A                  | N/A                  | 3.11,8               | 3                    | Завершили выступление | Завершили выступление |                      |                      |
|                   |                                                            |      |     |                      |                      |                      |                      |                       |                       |                      |                      |

Метание и прыжки
| Прыжок в высоту | Морис Фурнье    | 1 м 92 см  | Q    | 1 м 96 см            | 11                   |  |  |  |  |
|                 |                 |            |      |                      |                      |  |  |  |  |
| Прыжок с шестом | Виктор Сильон   |            |      | Завершил выступление | Завершил выступление |  |  |  |  |
|                 |                 |            |      |                      |                      |  |  |  |  |
| Тройной прыжок  | Эрик Баттиста   | 14 м 99 см | 10 Q | 15 м 15 см           | 16                   |  |  |  |  |
|                 |                 |            |      |                      |                      |  |  |  |  |
| Толкание ядра   | Раймон Томас    | 15 м 42 см | 12 Q | 15 м 31 см           | 14                   |  |  |  |  |
|                 |                 |            |      |                      |                      |  |  |  |  |
| Метание диска   | Пьер Алар       | 46 м 18 см | 18   | Завершил выступление | Завершил выступление |  |  |  |  |
|                 |                 |            |      |                      |                      |  |  |  |  |
| Метание копья   | Мишель Макк     | 71 м 23 см | 7 Q  | 71 м 84 см           | 7                    |  |  |  |  |
| Метание копья   | Леон Сироватски | 64 м 58 см | 18   | Завершил выступление | Завершил выступление |  |  |  |  |
|                 |                 |            |      |                      |                      |  |  |  |  |
| Метание молота  | Ги Юссон        | 54 м 98 см | 11 Q | 55 м 02 см           | 13                   |  |  |  |  |
|                 |                 |            |      |                      |                      |  |  |  |  |

#### Женщины
Бег и ходьба
| Дисциплина       | Спортсмены                                              | Первый раунд | Первый раунд | Полуфинал             | Полуфинал             | Финал                 | Финал                 |
| Дисциплина       | Спортсмены                                              | Результат    | Место        | Результат             | Место                 | Результат             | Место                 |
| ---------------- | ------------------------------------------------------- | ------------ | ------------ | --------------------- | --------------------- | --------------------- | --------------------- |
| 100 м            | Катрин Капдевьель                                       | 11,7         | 2 Q          | 12,4                  | 6                     | Завершила выступление | Завершила выступление |
| 100 м            | Мишлин Флюшо                                            | 12,4         | 4            | Завершила выступление | Завершила выступление | Завершила выступление | Завершила выступление |
|                  |                                                         |              |              |                       |                       |                       |                       |
| 200 м            | Симона Анри                                             | 25,0         | 3            | Завершила выступление | Завершила выступление | Завершила выступление | Завершила выступление |
| 200 м            | Мишлин Флюшо                                            | 24,9         | 4            | Завершила выступление | Завершила выступление | Завершила выступление | Завершила выступление |
|                  |                                                         |              |              |                       |                       |                       |                       |
| 80 м с барьерами | Марта Ламбер                                            | 10,9         | 3Q           | 11,1                  | 4                     | Завершила выступление | Завершила выступление |
| 80 м с барьерами | Анжель Пикадо                                           | 11,4         | 4            | Завершила выступление | Завершила выступление | Завершила выступление | Завершила выступление |
|                  |                                                         |              |              |                       |                       |                       |                       |
| Эстафета 4×100 м | Катрин Капдевьель Мишлин Флюшо Симона Анри Марта Ламбер | 46,3         | 4            | Завершили выступление | Завершили выступление | Завершили выступление | Завершили выступление |
|                  |                                                         |              |              |                       |                       |                       |                       |

Метание и прыжки
| Прыжок в длину | Марта Ламбер | 5 м 79 см | 8 Q | 5 м 78 см | 5 |  |  |  |  |  |
| Прыжок в длину |              |           |     |           |   |  |  |  |  |  |

### Парусный спорт
Спортсменов — 8
| Команда                                  | Класс       | Гонки | Гонки | Гонки | Гонки | Гонки | Гонки | Гонки | Место |
| Команда                                  | Класс       | 1     | 2     | 3     | 4     | 5     | 6     | 7     | Место |
| ---------------------------------------- | ----------- | ----- | ----- | ----- | ----- | ----- | ----- | ----- | ----- |
| Альбер Кадо Доминик Перру Жан-Жак Эрбюло | Класс 5,5 м | 10    | 6     | DQ    | 8     | 7     | 4     | 5     | 6     |
| Филипп Шансерель Мишель Парен            | «Звездный»  | 5     | 3     | 4     | 5     | 5     | DNF   | 6     | 5     |
| Роже Тирьо Клод Флао                     | 12 м² Шарпи | 6     | 8     | 6     | DNF   | 9     | 11    | 6     | 8     |
| Дидье Пуассан                            | «Финн»      | 11    | 7     | 4     | 13    | 12    | 15    | 16    | 13    |

### Плавание
Спортсменов — 16 (10 мужчин, 6 женщин)

#### Мужчины
| Дисциплина                      | Спортсмены                                       | Первый раунд | Первый раунд | Полуфинал | Полуфинал | Финал     | Финал     |
| Дисциплина                      | Спортсмены                                       | Результат    | Место        | Результат | Место     | Результат | Место     |
| ------------------------------- | ------------------------------------------------ | ------------ | ------------ | --------- | --------- | --------- | --------- |
| 100 м вольным стилем            | Альдо Эминент                                    | 58,0         | 8 Q          | 58,0      | 7 Q       | 58,1      | 8         |
| 100 м вольным стилем            | Алекс Жани                                       | 1:00,2       | 27           | Не прошёл | Не прошёл | Не прошёл | Не прошёл |
|                                 |                                                  |              |              |           |           |           |           |
| 400 м вольным стилем            | Жан Буатё                                        | 4.37,9       | 9            | N/A       | N/A       | Не прошёл | Не прошёл |
| 400 м вольным стилем            | Ги Монсерра                                      | 4.52,6       | 28           | N/A       | N/A       | Не прошёл | Не прошёл |
| 400 м вольным стилем            | Жак Коллиньон                                    | 4.49,3       | 26           | N/A       | N/A       | Не прошёл | Не прошёл |
|                                 |                                                  |              |              |           |           |           |           |
| 1 500 м вольным стилем          | Жан Буатё                                        | 18.46,6      | 7 Q          | N/A       | N/A       | 18.38,3   | 6         |
| 1 500 м вольным стилем          | Жак Коллиньон                                    | 19.10,8      | 12           | N/A       | N/A       | Не прошёл | Не прошёл |
| 1 500 м вольным стилем          | Ги Монсерра                                      | 19.17,4      | 15           | N/A       | N/A       | Не прошёл | Не прошёл |
|                                 |                                                  |              |              |           |           |           |           |
| 100 м на спине                  | Робер Кристоф                                    | 1.04,2       | 1 Q OR       | 1.04,6    | 1 Q       | 1.04,9    | 4         |
| 100 м на спине                  | Жильбер Бозон                                    | 1.06,4       | 3 Q          | 1.06,5    | 5         | Не прошёл | Не прошёл |
| 100 м на спине                  | Жерар Куэно                                      | 1.07,5       | 5            | Не прошёл | Не прошёл | Не прошёл | Не прошёл |
|                                 |                                                  |              |              |           |           |           |           |
| 200 м брассом                   | Анри Бруссар                                     | 2.43,0       | 7 Q          | N/A       | N/A       | DQ        | AC        |
|                                 |                                                  |              |              |           |           |           |           |
| 200 м баттерфляем               | Рене Пиролле                                     | 2.30,1       | 9            | N/A       | N/A       | Не прошёл | Не прошёл |
|                                 |                                                  |              |              |           |           |           |           |
| Эстафета 4×200 м вольным стилем | Альдо Эминент Жак Коллиньон Алекс Жани Жан Буатё | 8.56,5       | 9            | N/A       | N/A       | Не прошли | Не прошли |
|                                 |                                                  |              |              |           |           |           |           |

#### Женщины
| Дисциплина                      | Спортсмены                                               | Первый раунд | Первый раунд | Полуфинал | Полуфинал | Финал     | Финал     |
| Дисциплина                      | Спортсмены                                               | Результат    | Место        | Результат | Место     | Результат | Место     |
| ------------------------------- | -------------------------------------------------------- | ------------ | ------------ | --------- | --------- | --------- | --------- |
| 100 м вольным стилем            | Одиль Вуо                                                | 1.08,6       | 4            | Не прошла | Не прошла | Не прошла | Не прошла |
| 100 м вольным стилем            | Эда Фрост                                                | 1.00,8       | 4            | Не прошла | Не прошла | Не прошла | Не прошла |
| 100 м вольным стилем            | Жинетт Жани-Сендраль                                     | 1.09,9       | 6            | Не прошла | Не прошла | Не прошла | Не прошла |
|                                 |                                                          |              |              |           |           |           |           |
| 400 м вольным стилем            | Эда Фрост                                                | 5.14,4       | 8 Q          | N/A       | N/A       | 5.15,4    | 7         |
| 400 м вольным стилем            | Колетт Томас                                             | 5.23,9       | 17           | N/A       | N/A       | Не прошла | Не прошла |
| 400 м вольным стилем            | Вивиан Гувернёр                                          | 5.29,7       | 24           | N/A       | N/A       | Не прошла | Не прошла |
|                                 |                                                          |              |              |           |           |           |           |
| 100 м на спине                  | Жинетт Жани-Сендраль                                     | 1.19,1       | 19           | N/A       | N/A       | Не прошла | Не прошла |
|                                 |                                                          |              |              |           |           |           |           |
| 100 м баттерфляем               | Одетт Люзьен                                             | 1.19,8       | 12           | N/A       | N/A       | Не прошла | Не прошла |
|                                 |                                                          |              |              |           |           |           |           |
| Эстафета 4×100 м вольным стилем | Одиль Вуо Вивиан Гувернёр Жинетт Жани-Сендраль Эда Фрост | 4.36,6       | 10           | N/A       | N/A       | Не прошли | Не прошли |
|                                 |                                                          |              |              |           |           |           |           |

### Прыжки в воду
Спортсменов — 2 (1 мужчина, 1 женщина)

#### Мужчины
| Дисциплина | Спортсмен    | Квалификация | Квалификация | Квалификация | Квалификация | Квалификация | Квалификация | Квалификация | Финал                  | Финал                  | Финал                  | Финал                  | Финал                  | Результат              | Место |
| Дисциплина | Спортсмен    | 1            | 2            | 3            | 4            | 5            | 6            | Итого        | 1                      | 2                      | 3                      | 4                      | Итого                  | Результат              | Место |
| ---------- | ------------ | ------------ | ------------ | ------------ | ------------ | ------------ | ------------ | ------------ | ---------------------- | ---------------------- | ---------------------- | ---------------------- | ---------------------- | ---------------------- | ----- |
| Трамплин   | Кристиан Пир | 9.92         | 11.39        | 12.35        | 17.68        | 9.35         | 13.64        | 74.33        | Не прошёл квалификацию | Не прошёл квалификацию | Не прошёл квалификацию | Не прошёл квалификацию | Не прошёл квалификацию | Не прошёл квалификацию | 14    |
|            |              |              |              |              |              |              |              |              |                        |                        |                        |                        |                        |                        |       |

#### Женщины
| Дисциплина | Спортсмен                 | Квалификация | Квалификация | Квалификация | Квалификация | Квалификация | Квалификация | Квалификация | Финал | Финал | Финал | Финал | Финал | Результат | Место |
| Дисциплина | Спортсмен                 | 1            | 2            | 3            | 4            | 5            | 6            | Итого        | 1     | 2     | 3     | 4     | Итого | Результат | Место |
| ---------- | ------------------------- | ------------ | ------------ | ------------ | ------------ | ------------ | ------------ | ------------ | ----- | ----- | ----- | ----- | ----- | --------- | ----- |
| Трамплин   | Николь Пеллисар-Дарригран | 9.18         | 9.86         | 11.40        | 8.58         | 8.46         | 13.00        | 60.48        | 14.49 | 8.36  | 11.44 | 11.55 | 45.84 | 106.32    | 7     |
|            |                           |              |              |              |              |              |              |              |       |       |       |       |       |           |       |
| Вышка      | Николь Пеллисар-Дарригран | 11.70        | 12.16        | 10.98        | 15.18        | N/A          | N/A          | 50.02        | 12.19 | 16.59 | N/A   | N/A   | 28.78 | 78.80     | 4     |
|            |                           |              |              |              |              |              |              |              |       |       |       |       |       |           |       |

### Современное пятиборье
Спортсменов — 1
| Спортсмен      | Скачки | Скачки | Фехтование | Фехтование | Стрельба | Стрельба | Плавание | Плавание | Бег  | Бег   | Сумма  | Место |
| Спортсмен      | Очки   | Место  | Очки       | Место      | Очки     | Место    | Очки     | Место    | Очки | Место | Сумма  | Место |
| -------------- | ------ | ------ | ---------- | ---------- | -------- | -------- | -------- | -------- | ---- | ----- | ------ | ----- |
| Жан-Клод Амель | 197,5  | 26     | 667        | 17         | 480      | 33       | 850      | 19       | 691  | 33    | 2885,5 | 33    |
|                |        |        |            |            |          |          |          |          |      |       |        |       |

### Пулевая стрельба
Спортсменов — 3
Скоростная стрельба, 25 м
| Спортсмен         | 1-я очередь | 1-я очередь | 1-я очередь | 1-я очередь | 2-я очередь | 2-я очередь | 2-я очередь | 2-я очередь | Сумма    | Место |
| Спортсмен         | 1           | 2           | 3           | Итого       | 1           | 2           | 3           | Итого       | Сумма    | Место |
| ----------------- | ----------- | ----------- | ----------- | ----------- | ----------- | ----------- | ----------- | ----------- | -------- | ----- |
| Шарль де Жаммонье |             |             |             | 267         |             |             |             | 262         | 529 / 59 | 27    |

Произвольный пистолет, 50 м
| Спортсмен         | По сериям | По сериям | По сериям | По сериям | По сериям | По сериям | Сумма | Место |
| Спортсмен         | 1         | 2         | 3         | 4         | 5         | 6         | Сумма | Место |
| ----------------- | --------- | --------- | --------- | --------- | --------- | --------- | ----- | ----- |
| Шарль де Жаммонье | 84        | 81        | 93        | 91        | 90        | 83        | 522   | 20    |

Малокалиберная винтовка, три позиции, 50 м
| Спортсмен   | Лежа | Лежа | Лежа | Лежа | Лежа  | С колена | С колена | С колена | С колена | С колена | Стоя | Стоя | Стоя | Стоя | Стоя  | Сумма | Место |
| Спортсмен   | 1    | 2    | 3    | 4    | Итого | 1        | 2        | 3        | 4        | Итого    | 1    | 2    | 3    | 4    | Итого | Сумма | Место |
| ----------- | ---- | ---- | ---- | ---- | ----- | -------- | -------- | -------- | -------- | -------- | ---- | ---- | ---- | ---- | ----- | ----- | ----- |
| Жак Мазуаэ  | 99   | 98   | 97   | 98   | 392   | 96       | 96       | 95       | 93       | 380      | 90   | 90   | 92   | 95   | 367   | 1139  | 24    |
| Морис Ракка | 97   | 99   | 96   | 100  | 392   | 92       | 93       | 94       | 96       | 375      | 85   | 92   | 89   | 93   | 359   | 1126  | 28    |

Малокалиберная винтовка, лежа, 50 м
| Спортсмен   | По сериям | По сериям | По сериям | По сериям | По сериям | По сериям | Сумма | Место |
| Спортсмен   | 1         | 2         | 3         | 4         | 5         | 6         | Сумма | Место |
| ----------- | --------- | --------- | --------- | --------- | --------- | --------- | ----- | ----- |
| Жак Мазуаэ  | 97        | 97        | 99        | 98        | 100       | 100       | 591   | 35    |
| Морис Ракка | 97        | 98        | 97        | 99        | 100       | 98        | 589   | 39    |

### Стендовая стрельба
Спортсменов — 2
| Спортсмен     | 1 день | 1 день | 1 день | 2 день | 2 день | 2 день | 3 день | 3 день | Сумма | Место |
| Спортсмен     | 1      | 2      | 3      | 1      | 2      | 3      | 1      | 2      | Сумма | Место |
| ------------- | ------ | ------ | ------ | ------ | ------ | ------ | ------ | ------ | ----- | ----- |
| Робер Пиньяр  |        |        |        |        |        |        |        |        | 176   | 10    |
| Мишель Превос |        |        |        |        |        |        |        |        | 171   | 14    |

### Тяжёлая атлетика
Спортсменов — 3
| Спортсмен       | Категория  | Масса, кг | Жим   | Жим   | Жим   | Рывок | Рывок | Рывок | Толчок | Толчок | Толчок | Всего | Место |
| Спортсмен       | Категория  | Масса, кг | 1     | 2     | 3     | 1     | 2     | 3     | 1      | 2      | 3      | Всего | Место |
| --------------- | ---------- | --------- | ----- | ----- | ----- | ----- | ----- | ----- | ------ | ------ | ------ | ----- | ----- |
| Роже Жербер     | До 67,5 кг |           | 97,5  | 102,5 | 105   | 95    | 100   | 102,5 | 125    | 130    | 130    | 335   | 15    |
| Марсель Патерни | До 82,5 кг |           | 125   | 130   | 132,5 | 110   | 115   | 117,5 | 140    | 145    | 147,5  | 395   | 7     |
| Жан Дебюф       | До 90 кг   |           | 122,5 | 127,5 | 130   | 122,5 | 127,5 | 130   | 162,5  | 167,5  |        | 425   |       |

### Фехтование
Спортсменов — 18 (15 мужчин, 3 женщины)

#### Мужчины
Командное первенство
| Дисциплина | Спортсмены                                                                     | Четвертьфинал                               | Полуфинал                                 | Финал                                                                       | Место |
| ---------- | ------------------------------------------------------------------------------ | ------------------------------------------- | ----------------------------------------- | --------------------------------------------------------------------------- | ----- |
| Рапира     | Клод Неттер Бернар Бодукс Жак Латасте Роже Клоссе Кристиан д’Ориола Рене Куако | Бельгия (BEL) Поб. 10:4 СССР (URS) Пор. 9:7 | СССР (URS) Поб. 9:4                       | Италия (ITA) Пор. 9:7 Венгрия (HUN) Поб. 11:5 США (USA) Поб. 9:6            |       |
|            |                                                                                |                                             |                                           |                                                                             |       |
| Шпага      | Арман Муйяль Клод Нигон Даниэль Дагалье Ив Дрейфус Рене Керу                   | Люксембург (LUX) Поб. 9:6                   | СССР (URS) Поб. 9:7                       | Италия (ITA) Пор. 15:1 Венгрия (HUN) Пор. 9:7 Великобритания (GBR) Поб. 9:6 |       |
|            |                                                                                |                                             |                                           |                                                                             |       |
| Эспадрон   | Клод Гамо Жак Лефевр Бернар Морель Жак Руло                                    | Австралия (AUS) Поб. 9:1                    | СССР (URS) Поб. 9:7 Италия (ITA) Поб. 8:6 | Венгрия (HUN) Пор. 12:4 Польша (POL) Пор. 10:6 СССР (URS) Пор. 8:7          | 4     |
|            |                                                                                |                                             |                                           |                                                                             |       |

Индивидуальное первенство
| Дисциплина | Спортсмен         | 1/8 Финала | 1/8 Финала | 1/8 Финала     | Четвертьфинал | Четвертьфинал | Четвертьфинал  | Полуфинал            | Полуфинал            | Полуфинал            | Финал                | Финал                | Место                |
| Дисциплина | Спортсмен         | Победы     | Уколы      | Место в группе | Победы        | Уколы         | Место в группе | Победы               | Уколы                | Место в группе       | Победы               | Уколы                | Место                |
| ---------- | ----------------- | ---------- | ---------- | -------------- | ------------- | ------------- | -------------- | -------------------- | -------------------- | -------------------- | -------------------- | -------------------- | -------------------- |
| Рапира     | Кристиан д’Ориола | N/A        | N/A        | N/A            | 5             | 30—15         | 2 Q            | 6                    | 32—14                | 1 Q                  | 6                    | 33—17                |                      |
| Рапира     | Клод Неттер       | N/A        | N/A        | N/A            | 5             | 29—17         | 1 Q            | 5                    | 31—15                | 1 Q                  | 3                    | 21—25                | 5                    |
| Рапира     | Жак Латасте       | N/A        | N/A        | N/A            | 1             | 22—32         | 7              | Завершил выступление | Завершил выступление | Завершил выступление | Завершил выступление | Завершил выступление | Завершил выступление |
|            |                   |            |            |                |               |               |                |                      |                      |                      |                      |                      |                      |
| Шпага      | Рене Керу         | N/A        | N/A        | N/A            | 5             | 27—19         | 2 Q            | 5                    | 33—23                | 1 Q                  | 3                    | 29—25                | 6                    |
| Шпага      | Арман Муйяль      | N/A        | N/A        | N/A            | 5             | 26—21         | 1 Q            | 3                    | 25—25                | 5                    | Завершил выступление | Завершил выступление | Завершил выступление |
| Шпага      | Даниэль Дагалье   | N/A        | N/A        | N/A            | 2             | 22—25         | 5              | Завершил выступление | Завершил выступление | Завершил выступление | Завершил выступление | Завершил выступление | Завершил выступление |
|            |                   |            |            |                |               |               |                |                      |                      |                      |                      |                      |                      |
| Эспадрон   | Жак Лефевр        | N/A        | N/A        | N/A            | 3             | 22—23         | 4 Q            | 4                    | 28—24                | 3 Q                  | 4                    | 27—25                | 4                    |
| Эспадрон   | Жак Руло          | N/A        | N/A        | N/A            | 4             | 24—14         | 2 Q            | 2                    | 19—30                | 6                    | Завершил выступление | Завершил выступление | Завершил выступление |
| Эспадрон   | Клод Гамо         | N/A        | N/A        | N/A            | 2             | 21—23         | 6              | Завершил выступление | Завершил выступление | Завершил выступление | Завершил выступление | Завершил выступление | Завершил выступление |
|            |                   |            |            |                |               |               |                |                      |                      |                      |                      |                      |                      |

#### Женщины
| Дисциплина | Спортсмен       | Четвертьфинал | Четвертьфинал | Четвертьфинал  | Полуфинал             | Полуфинал             | Полуфинал             | Финал                 | Финал                 | Место                 |
| Дисциплина | Спортсмен       | Победы        | Уколы         | Место в группе | Победы                | Уколы                 | Место в группе        | Победы                | Уколы                 | Место                 |
| ---------- | --------------- | ------------- | ------------- | -------------- | --------------------- | --------------------- | --------------------- | --------------------- | --------------------- | --------------------- |
| Рапира     | Рене Гариль     | 5             | 24—19         | 3 Q            | 3                     | 17—14                 | 3 Q                   | 5                     | 26—14                 |                       |
| Рапира     | Катрин Дельбарр | 3             | 17—14         | 4 Q            | 4                     | 18—11                 | 1 Q                   | 3                     | 20—25                 | 5                     |
| Рапира     | Режин Веронне   | 3             | 22—23         | 7              | Завершила выступление | Завершила выступление | Завершила выступление | Завершила выступление | Завершила выступление | Завершила выступление |
|            |                 |               |               |                |                       |                       |                       |                       |                       |                       |